# مدیریت زنجیره تأمین نظامی
مدیریت زنجیره تأمین نظامی (انگلیسی: Military supply-chain management) نگرشی کاربردی جهت تدارکات، ساخت و تحویل محصولات و ارائه خدمات در زمینه کاربردهای نظامی و تدارکات جنگی می‌باشد. حوزه فعالیت مدیریت زنجیره تأمین، طیف گسترده‌ای از تأمین‌کنندگان و پیمانکاران فرعی، ارائه‌دهندگان خدمات و نیز مجموعه‌ای از جریان‌های اطلاعاتی، منابع مالی و گردش سرمایه را در بر می‌گیرد.
زنجیره تأمین، کلیه فعالیت‌های مرتبط با جریان کالا و تبدیل مواد، از مرحله تهیه مواد اولیه، تا تحویل کالای نهایی به کاربران یا مصرف‌کنندگان، همچنین جریان‌های اطلاعاتی مرتبط با آن‌ها را شامل می‌شود. مدیریت زنجیره تأمین، رویکردی یکپارچه جهت برنامه‌ریزی و کنترل بهینه مواد و اطلاعات می‌باشد، که زنجیره آن از تأمین‌کنندگان تا مشتریان و کاربران نهایی جریان دارد. وظیفه مدیریت زنجیره تأمین، هماهنگ‌سازی جریان‌های مختلف مالی و اطلاعاتی و نیز مدیریت جریان مواد، در طول زنجیره تأمین می‌باشد. مدیریت زنجیره تأمین نظامی با مدیریت زنجیره تأمین که در حوزه تجاری و کسب‌وکار بکار می‌رود، در زمینه فرایندهای لجستیک، با یکدیگر تفاوت‌های اساسی دارند و هر یک معیارهای متفاوتی را دنبال می‌کنند و به‌طور کلی، برخی از مفاهیم اصلی زنجیره تأمین، در حوزه نظامی، کاربردی ندارند.